# 端山豪
端山豪（日语：端山 豪，1993年4月9日—），日本足球運動員，司職中場，現效力於新南威爾斯州國家超級聯賽球隊悉尼奧林匹克。

## 俱樂部生涯
上赛季由新潟天鹅租借过来的中场端山豪租借期满，正式转会加盟町田泽维亚。

## 外部連結
- Profile at Albirex Niigata
- 日本職業足球聯賽中的端山豪 （日語）
- Profile J. League
- 端山豪的Facebook專頁
- 端山豪的X（前Twitter）
- アルビレックス新潟公式プロフィール